# ホセ・サントス
ホセ・アテオン・サントス・レオン（José Adeón Santos León、1961年4月26日 - ）は、主に北アメリカ西海岸地区で騎乗していた元騎手。チリのコンセプシオン出身。

## 来歴
父のマヌエル、および7人兄弟のうち3人が騎手という競馬一家に生まれ、1975年頃、14歳でチリ・コンセプシオンのイピコ競馬場で行われたレースに初騎乗し、騎手デビューを果たす。
1984年、騎乗拠点を北アメリカの激戦区・カリフォルニア州に移す。
1990年、第10回ジャパンカップに出走するアルワウーシュと共に初来日を果たし、インターナショナルジョッキーズにも参加した。11月24日に東京競馬場での第8競走で10番人気だったエリーズタイムに騎乗してJRA初騎乗を果たし（結果は7着）、翌11月25日の第3競走を1番人気だったツクバナイスで勝利しわずか3戦目でJRA初勝利を挙げたが、ジャパンカップは7番人気で5着という結果だった。
1991年、第5回ワールドスーパージョッキーズシリーズに初参戦する。
1998年、12月1日から翌年の2月28日までJRAの短期免許を取得する。身元引受人は、萩原清調教師と有限会社クローバークラブ。しかし日本での騎乗開始後2週間で35戦0勝（JRAのみの成績）と有力馬への騎乗依頼を集めることができず、アメリカから騎乗要請を受けたことを理由に急遽帰国し、12月16日付けで短期免許は取消となった。
2002年、第16回ワールドスーパージョッキーズシリーズに参戦し、45ポイントで総合2位となる。
2003年、第17回ワールドスーパージョッキーズシリーズに2年連続で参戦するも27ポイントで7位だった。
2007年、2月にアケダクト競馬場で騎乗した際落馬し、背骨5ヶ所と肋骨を骨折した。5月にアメリカ競馬名誉の殿堂博物館の殿堂入りを果たす。しかし怪我の回復が困難なため、7月30日に引退を発表する。北アメリカ通算25928戦4083勝（チリでの成績を含めると4600勝以上）、JRA通算63戦4勝、地方競馬（浦和、船橋）通算3戦0勝。

## 表彰
- エクリプス賞最優秀騎手賞

1988年
- アメリカ競馬名誉の殿堂博物館（ホールオブフェイム）選出

2007年

## 主な騎乗馬
- Southjet（1986年カナディアンインターナショナルステークス）
- Manila（1986年ブリーダーズカップ・ターフ）
- Buryyourbelief（1987年ケンタッキーオークス）
- Steinlen（1989年ブリーダーズカップ・マイル）
- クリミナルタイプ（1990年ハリウッドゴールドカップハンデキャップステークス）
- Meadow Star（1990年ブリーダーズカップ・ジュヴェナイルフィリーズ）
- Fly So Free（1990年ブリーダーズカップ・ジュヴェナイル）
- スターオブコジーン（1993年アーリントンミリオン）
- チーフベアハート（1997年カナディアンインターナショナルステークス、ブリーダーズカップ・ターフ）
- Lemon Drop Kid（1999年ベルモントステークス）
- Volponi（2002年ブリーダーズカップ・クラシック）
- Funny Cide（2003年ケンタッキーダービー、プリークネスステークス）